# Cneu Fúlvio Centúmalo
Cneu Fúlvio Centúmalo (em latim: Cneus Fulvius Centumalus) foi um político da gente Fúlvia da República Romana eleito cônsul em 229 a.C. com Lúcio Postúmio Albino.

## Anos anteriores
Depois da Primeira Guerra Púnica, um dos objetivos da República Romana era eliminar a pirataria no mar Adriático e cujo maior foco estava no Reino da Ilíria, da rainha Teuta, que ameaçava as rotas comerciais romanas. Em 230 a.C., o embaixador romano, Lúcio Coruncânio, foi enviado para negociar com os ilírios e acabou sendo assassinado, o que deu início à Primeira Guerra Ilírica, que tomaria os dois anos seguintes.

## Consulado (229 a.C.)
Centúmalo foi eleito em 229 a.C. juntamente com Lúcio Postúmio Albino. Os dois rapidamente conquistaram a Ilíria, que acabou cercada com um pequeno grupo de fieis defensores numa fortaleza chamada "Rhizon". Os romanos estabeleceram um protetorado sobre grande parte do território ilírio e coroaram o rei cliente Demétrio de Faro para se contrapor à rainha Teuta. Ele voltou para casa com grande parte de suas forças terrestres e navais, deixando Albino com apenas quarenta navios e uma diminuta parte do exército. Aos dois foi concedido um triunfo, o primeiro contra os ilírios.